# Кадай III
Кадай (Каде) III (*д/н —1446) — 9-й маї Борну в 1440—1446 роках.

## Життєпис
Походив з династії Сейфуа, з гілки Ідрісі. Син маї Османа II. Ймовірно стрийко Кадай II призначив його єрімою (головою півночі). 1421 року повстав проти маї Османа III з гілки Дауді. Це дозволило стриєчному братові Кадая — Дунамі ібн Омару захопити трон. В подальшому брав участь у боротьбі з гілкою Дауді.
1440 року повалив зведеного (або рідного) брата — маї Ібраїма II, захопивши владу. Це спровокував відновлення загальної війни між усіма представниками правлячої династії. Загинув Кадай III 1446 року в місцині Амаза (Амара). Трон перейшов до Дунами V.